# 1704
1704. је била проста година.

## Догађаји

### Август
- 13. август — Војска Велике алијансе предвођена војводом од Молбороа је поразила шпанско-баварску војску у бици код Блиндхајма.

### Датум непознат
- Википедија:Непознат датум — Велики северни рат: Руске трупе под царем Петром Великим заузимају Тарту и Нарву.
- Википедија:Непознат датум — Куриџина буна, Побуна Срба у Далмацији под млетачком влашћу. Покренуо ју је православни поп Петар Јагодић Куриџа, парох Петрове цркве у Биовичином Селу. То је била буна сиромашног српског народа против млетачке власти, односно скупљача „дециме“ (пореза)
- Википедија:Непознат датум — Пљачка Печуја 1704.

## Рођења

### Јул
- 31. јул — Габријел Крамер, швајцарски математичар

### Септембар
- 5. септембар — Морис Кентен де ла Тур, француски сликар

## Смрти

### Јануар
- Википедија:Непознат датум — Џон Лок - енглески филозоф (*1632)